# Cometa Bennett
El cometa Bennett, formalmente conocido como C/1969 Y1 (antigua nomenclatura 1970 II y 1969i), fue uno de los dos cometas brillantes que se avistaron en la Tierra en la década de 1970, junto con el cometa West. Este nombre también lo recibe un cometa totalmente diferente, C/1974 V2.
Fue descubierto por John Caister Bennett el 28 de diciembre de 1969 cuando todavía estaba a casi dos ua del Sol; alcanzó el perihelio el 20 de marzo, su trayectoria más cerca de la Tierra fue el 26 de marzo de 1970 mientras se alejaba, alcanzando un pico de magnitud 0. Fue observado por última vez el 27 de febrero de 1971.
Estaba previsto que el Apolo 13 fotografiara el cometa el 14 de abril de 1970, una vez que la tripulación terminara la transmisión televisiva de la misión. Poco después de completar la maniobra para orientar la nave espacial para tomar la foto, el famoso incidente de la nave espacial impidió que pudiera realizarse.